# Kechoula
Kechoula (franska: Kechoula (CR), Kechoula (Commune Rurale), arabiska: حد الدرا) är en kommun i Marocko.   Den ligger i provinsen Essaouira och regionen Marrakech-Safi, i den centrala delen av landet, 400 km sydväst om huvudstaden Rabat. Antalet invånare är 6 669.